# L'Esprit de la forêt
Vous pouvez aider à l'améliorer ou bien discuter des problèmes sur sa page de discussion.
- Il ne cite pas suffisamment ses sources. Vous pouvez indiquer les passages à sourcer avec {{référence nécessaire}} ou {{Référence souhaitée}}, et inclure les références utiles en les liant aux notes de bas de page. (Marqué depuis septembre 2022)
- Son texte doit être wikifié : il ne correspond pas à la mise en forme Wikipédia (style, typographie, liens internes, liens entre les wikis, etc.). (Marqué depuis septembre 2022)
- Il n’est pas rédigé dans un style encyclopédique. (Marqué depuis septembre 2022)

- Archive Wikiwix
- Bing
- Cairn
- DuckDuckGo
- E. Universalis
- Gallica
- Google
- G. Books
- G. News
- G. Scholar
- Persée
- Qwant
- (zh) Baidu
- (ru) Yandex
- (wd) trouver des œuvres sur Wikidata

Pour plus de détails, voir Fiche technique et Distribution.
L'Esprit de la Forêt (Forest Warrior) est un film de Aaron Norris sorti en 1996.

## Présentation
Ce film met en scène Chuck Norris sur le thème du chamanisme. Ce film est à la fois une comédie pour les enfants, mais aussi pour les plus grands, un film initiatique et ésotérique. Le personnage de Jeremiah McKenna (interprété par Chuck Norris) nous fait évoluer dans le monde de la magie amérindienne, et nous enseigne que la forêt est un temple qu'il faut respecter. Les esprits sont représentés par l'ours, l'aigle et le loup, animaux bien connus dans le chamanisme des tribus amérindiennes de l'Ouest. Ce film nous présente également des images superbes de la forêt de Tanglewood, le tournage ayant été fait en Oregon.
Ce film est un hapax dans la carrière cinématographique de Chuck Norris, son registre étant très différent des autres productions d'Aaron Norris, par ce caractère véritablement ésotérique sous couvert d'une comédie tout public.
Dans Forrest warrior l'acteur Chuck Norris rend hommage à ses origines amérindiennes.

## Synopsis
L'intrigue a lieu autour de jeunes qui décident de protéger la forêt contre les vues d'un promoteur immobilier, prêt à tout pour détruire ce lieu de paix et d'harmonie. L'esprit de Jeremiah McKenna vient au secours des enfants. Le film se veut un hymne à la nature, à l'initiation chamanique, au respect de la terre et à la culture amérindienne.

## Fiche technique
- Titre original : Forrest Warrior
- Réalisation : Aaron Norris
- Scénario : Ron Swanson et Galen Thompson
- Costumes : Dorothy Amos
- Photographie : Joao Fernandes
- Montage : Marcus Manton
- Musique : Bill Elliott
- Production : Andy Howard
- Sociétés de production : LOT Productions et Nu Image/Millennium Films
- Pays d'origine :  États-Unis
- Langue originale : anglais
- Format : couleur
- Genre : action, aventure
- Durée : 93 minutes
- Année de sortie : 1996